# Buitenhuizerbrug
De Buitenhuizerbrug is een basculebrug in Spaarndam, Haarlemmermeer in Noord-Holland. De brug ligt in de Amsterdamseweg (N202) en overspant het Zijkanaal C en de naastliggende parallel lopende weg (R104). De brug ligt bij de monding van het Zijkanaal in het Noordzeekanaal. Het Zijkanaal C verbindt het Spaarne en het IJ met het Noordzeekanaal. De brug is vernoemd naar Buitenhuizen dat aan de overkant van het Noordzeekanaal ligt.
De eerste brug op deze plek over het kanaal dateert uit 1931. Op 6 december 1951 werd deze brug door een baggermolen aangevaren, waardoor onder andere het brugwachtershuisje werd ontzet.
Voor schepen heeft de brug twee doorgangen, waarvan één met een beweegbaar deel. In gesloten toestand is de maximale doorvaarthoogte van deze opening 6,82 m en de doorvaartbreedte 14,21 m. Van de vaste opening is de doorvaarthoogte 6,22 m en de -breedte 17,15 m. De brug wordt beheerd en bediend door Rijkswaterstaat.

## Foto’s

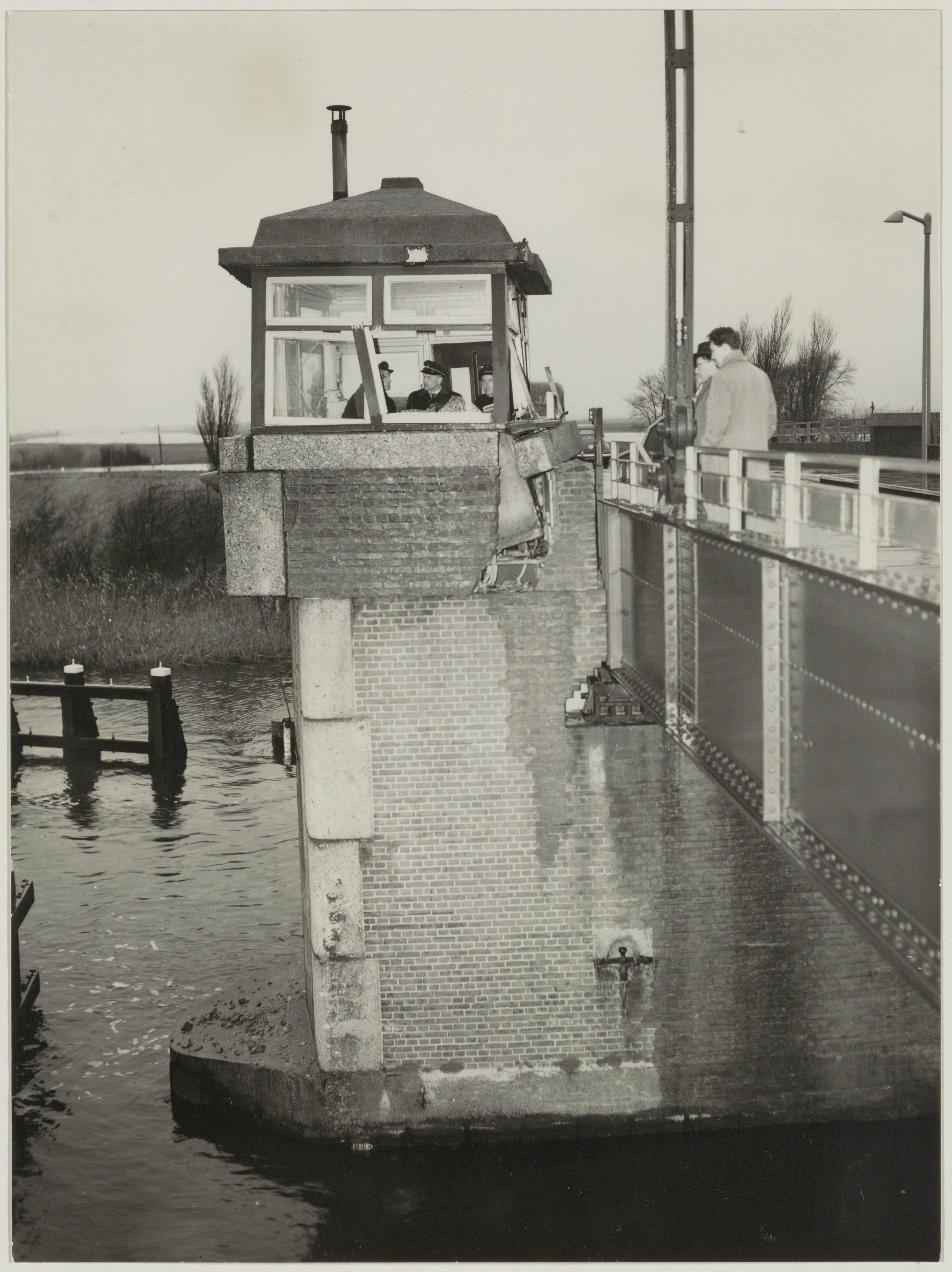
Het brugwachtershuisje na de aanvaring van 6 december 1951
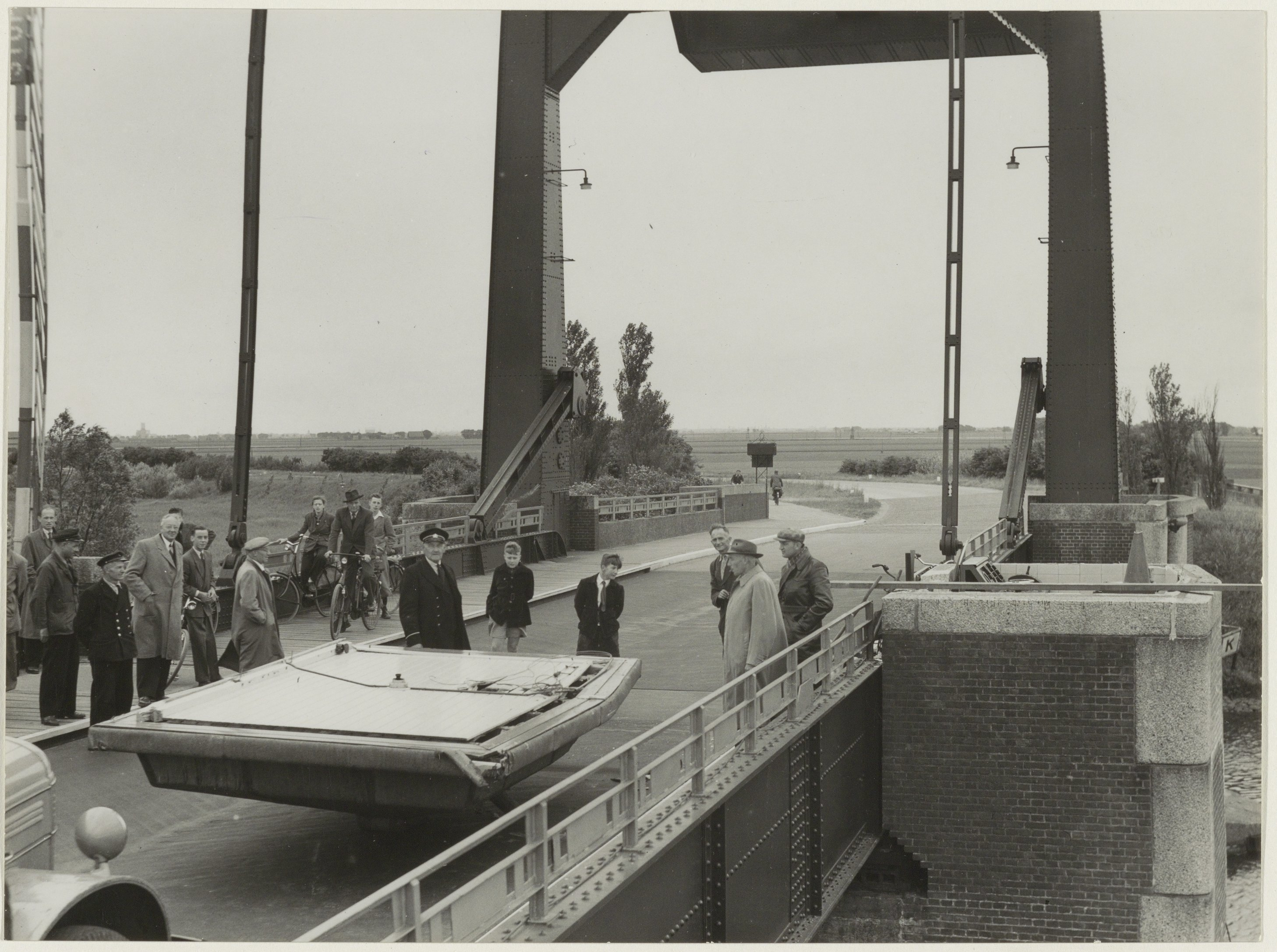
De ophaalbrug na de aanvaring met gedemonteerd brugwachtershuisje, het dak ligt op het brugdek.